# Стеван Георгијевић
Стеван Георгијевић (Мали Радинци, 28. јул 1863 — Ријека, 30. новембар 1924) био је српски трговац, поседник и добротвор.

## Биографија
Изучио је обућарски занат у Руми. Као помоћник радио је у Земуну, Београду, Вуковару, Осјеку, Пешти, Трсту и Бечу.
Од 1887. године настанио се у Ријеци, где је, захваљујући материјалној помоћи проте Јована Шорак Чеде, отворио самосталну радњу. Као вредан радник убрзо је успео да отвори и трговину. Његове радње биле су прве продавнице обуће у Ријеци. Због своје патриотске делатности био је хапшен и прогањан од аустријских власти.
Тестаментом је сав свој иматак, три куће у Ријеци у вредности од око 180.000 круна, оставио Српском привредном друштву Привреднику где је члан Патроната привредникових добротвора.